# Dorfkirche Niepars
Die Dorfkirche Niepars ist eine aus dem 13. Jahrhundert stammende Dorfkirche im vorpommerschen Ort Niepars.

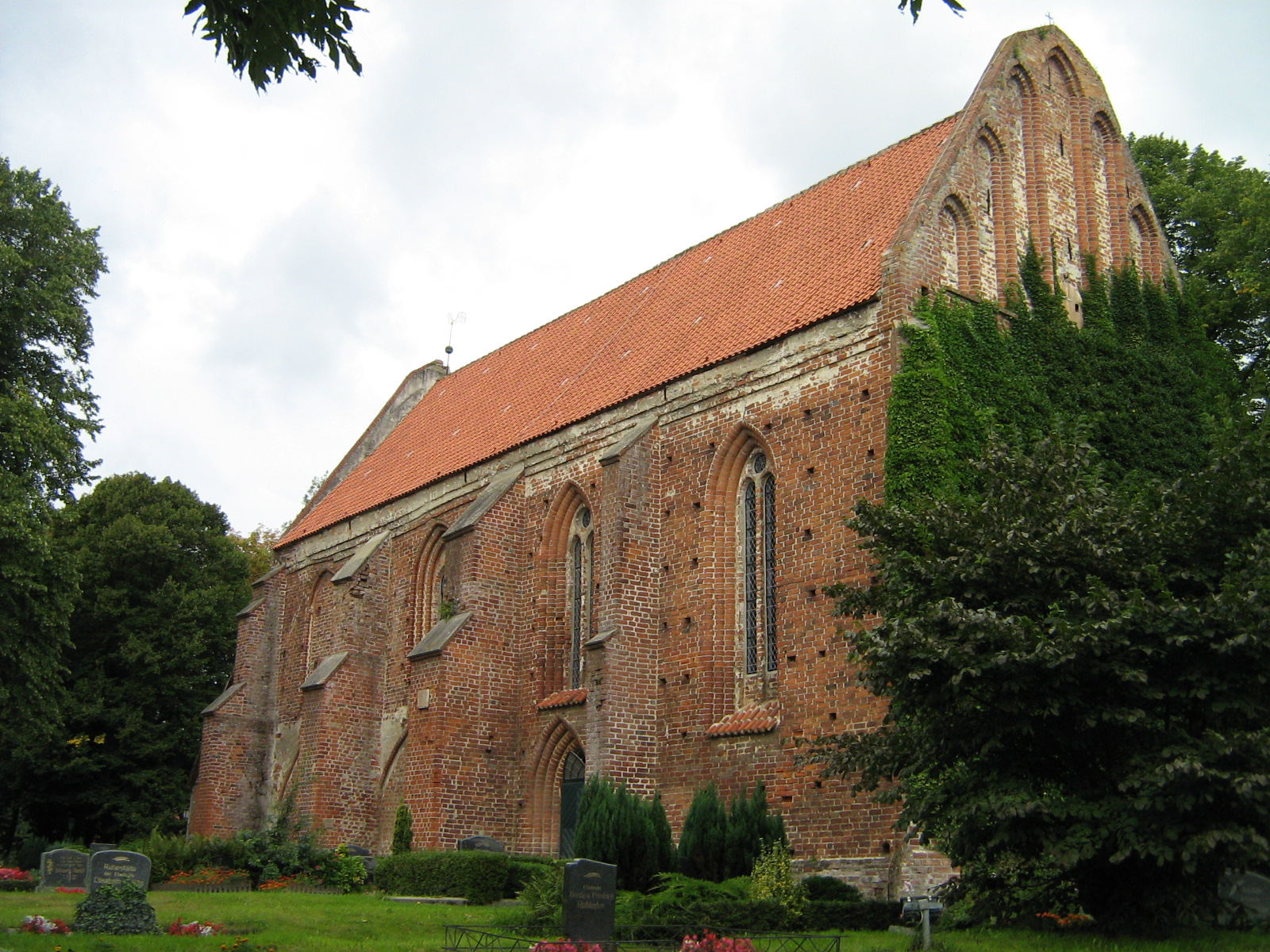
Die Dorfkirche in Niepars

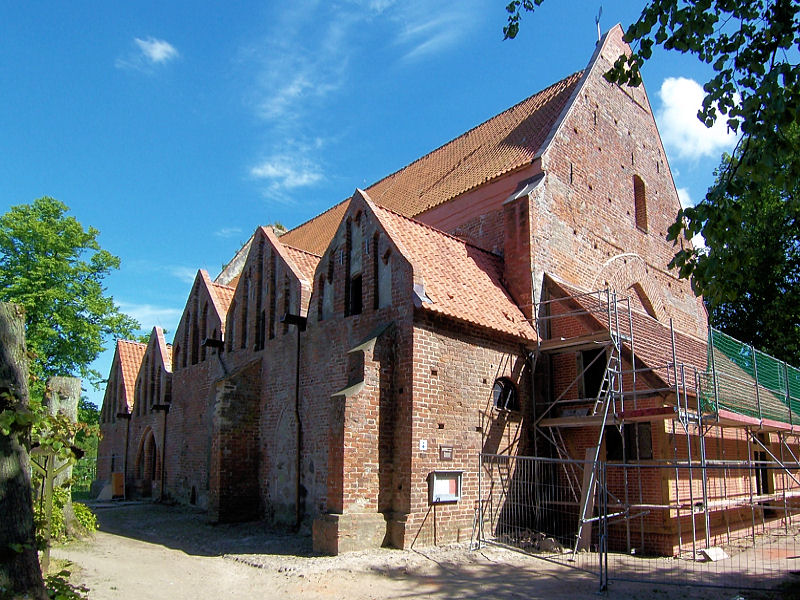
Die Dorfkirche in Niepars

## Geschichte
Das aus dem späten 13. Jahrhundert stammende Kirchengebäude wurde von mehreren Baumeistern errichtet; diese stammten aus Stralsund und Rostock, überwiegend aber waren es Einheimische.
Der hölzerne Glockenstuhl stammt aus dem Mittelalter. Ein südliches Seitenschiff wurde in früheren Zeiten abgetragen und die Spitzbogenarkaden vermauert. 1786 wurde der baufällige Kirchturm abgebrochen und an seiner Stelle ein Fachwerkanbau errichtet. Ein dreiteiliges Fenster, durch das ursprünglich Licht von Osten in den zweijochigen, rechteckigen Chor fiel, wurde 1726 zugunsten eines barocken Altaraufsatzes aus der Werkstatt des Stralsunder Baumeisters Elias Kessler vermauert. Chor und Kirchenschiff wurden mit Emporen versehen.
Die Kirche war Anfang des 21. Jahrhunderts vom Einsturz bedroht. Zwischen Langhaus und dem Westwerk existierte ein tiefer Riss im Gemäuer. Bei einer Dachdeckung im Jahr 1987 wurden aus Kostengründen weder die Dachrinnen noch die Dachbalken ausgetauscht. Das Gemäuer und das Holz war von Feuchtigkeit durchzogen; die südlichen Außenmauern waren beim Abtragen des südlichen Seitenschiffs nur vermauert worden und nie als Außenmauern konzipiert worden. Neben der Gemeinde und einem Verein engagierte sich die Deutsche Stiftung Denkmalschutz zur Rettung der Dorfkirche. 1996 waren mit Hilfe der Deutschen Stiftung Denkmalschutz und des Rotariervereins Lübeck die Eingangshalle, die Sakristei und die Nord-Vorhalle instand gesetzt worden. Weitere Arbeiten erfolgten 1998 und 2001. Ab 2007 wurden Westvorhalle, Westgiebel und das nördliche Seitenschiff saniert.

## Gestaltung
Die zweischiffige Kirche ist eine aus Backstein errichtete dreijochige Basilika und Vertreterin der norddeutschen Backsteingotik.

## Ausstattung

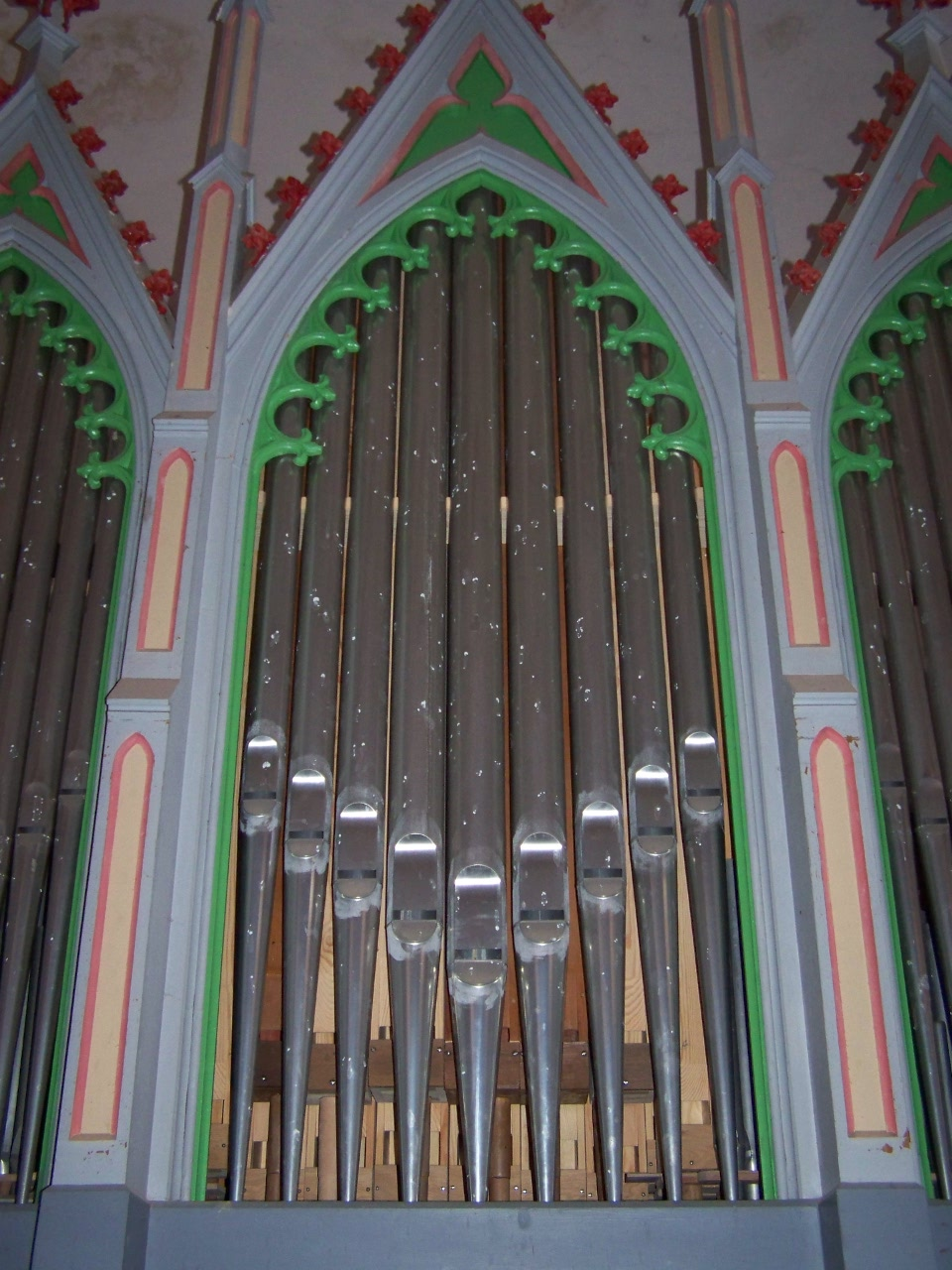
Mehmel-Orgel

Die Kirche birgt einen Taufstein, als Altaraufsatz eine dreiteilige Tafelmalerei aus dem 15. Jahrhundert und eine in der Werkstatt von Elias Keßler 1726 gefertigte barocke Kanzel.
Im Jahr 1996 stiftete ein Schreiner das grüne Portal.

### Orgel
Die 1867 vom Stralsunder Orgelbaumeister Friedrich Albert Mehmel gefertigte Orgel wurde 1999 von Rainer Wolter restauriert.
Das rein mechanische Instrument hat 10 Register auf zwei Manualen und Pedal.
| I Hauptwerk C–f3 |                             |     |
| 1.               | Bordun                      | 16′ |
| 2.               | Prinzipal                   | 8′  |
| 3.               | Gedackt                     | 8′  |
| 4.               | Oktave                      | 4′  |
| 5.               | Progressiv harmonika II-III | 1′  |

| II Hinterwerk C–f3 |              |    |
| 6.                 | Flauto Dolce | 8′ |
| 7.                 | Salicional   | 8′ |
| 8.                 | Rohrflöte    | 4′ |

| Pedal C– |               |     |
| 9.       | Subbass       | 16′ |
| 10.      | Prinzipalbass | 8′  |

- Koppeln: Manualkoppel, Pedalkoppel

## Gemeinde
Die evangelische Kirchgemeinde Pütte/Niepars gehört seit 2012 zur Propstei Stralsund im Pommerschen Evangelischen Kirchenkreis der Evangelisch-Lutherischen Kirche in Norddeutschland. Vorher gehörte sie zum Kirchenkreis Stralsund der Pommerschen Evangelischen Kirche.